# Setge de Gibraltar (1704-1705)
El Setge de Gibraltar fou una de les campanyes de la Guerra de Successió Espanyola, entre el 5 de setembre de 1704
a 31 de març de 1705.

## Antecedents
Amb la mort sense successió de Carles II de Castella i d'Aragó, en el seu testament s'establia que el seu hereu seria el francès Felip d'Anjou. Tot i haver recolzat altres candidats, tots els països d'Europa van acceptar al nou sobirà, excepte l'emperador Leopold I. El 18 de febrer de 1701 el poble de Madrid, cansat de la qüestió successòria va reconèixer al nou monarca.
En setembre de 1701 es constitueix la Gran Aliança formada per l'Arxiducat d'Àustria, el Regne de Gran Bretanya, les Províncies Unides i Dinamarca, declarant la guerra als regnes d'Espanya i Portugal el juny de 1702. El maig de 1703, Portugal es va unir a la Gran Aliança.
Per fer costat a l'Arxiduc Carles, l'estol anglo-holandès de l'almirall Sir George Rooke amb Jordi de Darmstadt, va dirigir-se a Barcelona per promou-re un aixecament, però la ciutat no va respondre. Frustrat l'intent sobre Barcelona, l'estol de Rooke va continuar amb les operacions al Mediterrani.
L'arxiduc Carles d'Àustria, va confiar a l'almirall anglès George Rooke la missió urgent de conquerir Gibraltar. Més de dos mil d'homes van participar. Prop de 400 eren catalans, valencians i balears, un batalló comandat per Joan Baptista Basset i Ramos. El batalló va prendre part d'una manera activa en la presa i control d'aquest Penyal. El general valencià, únic oficial que ostentava aquesta graduació, va ser una peça clau en la presa del penyal. Els primers a desembarcar-hi, a les tres de la tarda, foren els soldats catalans, valencians i mallorquins d'infanteria de marina. La que avui es coneix amb el nom de Catalan Bay fou la petita platja on aquests desembarcaren el dia 1 d'agost de 1704. A més dels 400 homes de la nació catalana, dos vaixells anglesos a les ordres de l'almirall Sir George Byng i deu més de procedència holandesa, liderats pel vicealmirall Van der Dussen, s'aproximaren al Penyal. Al capdavant hi havia el príncep Jordi de Hessen, assistit per l'oficial de la Corona d'Aragó de major graduació, el general Basset. Tots dos van comminar els assetjats a rendir la plaça, però fou en va. El governador de Gibraltar va negar-se a prestar obediència a l'Arxiduc. Un canvi de vent va impedir de prendre Gibraltar el primer dia.
El dia 2 d'agost al matí es produí un bombardeig insistent, així com el desembarcament de marineria per tal de prendre els molls i reductes que protegien el Penyal. Ben aviat el capità Whitaker hi plantà la bandera britànica.
El 3 d'agost, impotent davant l'escomesa austriacista, el governador de Gibraltar es va rendir.
El 4 d'agost de 1704 el príncep Jordi de Hessen-Darmstadt va conquerir el Penyal i prenia possessió de la plaça. Un cop signades les capitulacions, els habitants abandonaren el penyal. De 4.000 que n'hi havia, sols n'hi restaren setanta. El príncep va exercir, transitòriament, com a governador local. Més endavant, aquesta funció la va exercir el propi general Basset. Hessen va ordenar ampliar les defenses portuàries i va engrandir la part fangosa de l'istme per tal de convertir-la en una barrera natural. També va fer minar els accesos del nord i va fer col·locar vint canons al costat de la torre Redondela. Basset va dirigir tots aquests treballs.
Més endavant l'almirall Rooke conscient del valor estratègic del penyal, va prendre'n possessió en nom de la reina Anna I d'Anglaterra. La conquesta de Gibraltar va causar un gran impacte entre els borbònics perquè es temia un atac des d'Andalusia i es va intentar infructuosament destruir l'estol anglès a la batalla de Vélez-Màlaga, amb el que calia posar setge al penyal.

## Els Preparatius
Felip V va intentar recuperar Gibraltar i per això va formar un exèrcit al càrrec del capità general d'Andalusia, Francisco Castillo Fajardo Marquès de Villadarias, qu i va formar un exèrcit de nou mil homes, que es van complementar amb altres tres mil francesos del general Cabanne, mentre que el suport per mar estava a càrrec de Lluís Alexandre de Borbó.

## El setge de Gibraltar
El gener de 1705, davant la incapacitat de Francisco Castillo Fajardo va ser substituït per René de Froulay de Tessé, qui va veure que mentre la plaça, defensada per Jordi de Darmstadt fou sustentada per via marítima des de Lisboa per l'estol de John Leake, no podria ser presa, va demanar a Bernard Desjean, el baró de Pointis un atac per mar, conegut com la batalla de Cabrita, que va ser vençuda per Leake, i finalment, va abandonar el setge el 31 de març de 1705.

## Conseqüències
La conquesta es va formalitzar mitjançant el Tractat d'Utrecht (1713), en el qual Espanya cedia al Regne Unit l'ús del Penyal amb la condició d'evitar, o en defecte d'això controlar, el contraban cap a Espanya.